# Giola Gandini
Giola Gandini (Parma, 19 maggio 1906 – Venezia, settembre 1941) è stata una pittrice italiana.

## Biografia
Nata a Parma, la figlia di Ernesto Gandini e Diomira Di Centa, da piccola si trasferì a Venezia. Fu colpita in tenera età da poliomielite, e la malattia la costrinse ad un'esistenza molto ritirata.
Studiò piano e ottenne la licenza magistrale, dopodiché si dedicò alla sua passione, la pittura. Nonostante gli studi presso la Scuola del Nudo della Regia Accademia Veneziana e presso lo studio del maestro Vincenzo De Stefani, la Gandini elaborò uno stile molto personale, caratterizzato dalla ricerca dell'architettura dei corpi, da una vena intimistica e malinconica e da un tratto cromatico incisivo.
Tra il 1929 e il 1940 partecipò a molte esposizioni, tra le quali la II Quadriennale nazionale d'arte di Roma nel 1935 e la Biennale di Venezia nel 1940, nonché varie esposizioni promosse dalla Fondazione Bevilacqua La Masa.
Nel 1941, a soli 35 anni, si spense per le conseguenze della poliomielite.

## Fonti
- Alessandro Gandini, Giola Gandini - Pittrice degli anni trenta del '900, IlMioLibro, Roma, 2013.
- Patrizia Castagnoli, Gabriella e le altre - Quattro donne in Biennale, Eidos-Riviere, Mirano, 1998.
- Ugo Galetti, Ettore Camesasca, Enciclopedia della pittura italiana, Garzanti, Milano, 1950.
- A. M. Comanducci, Dizionario illustrato dei Pittori, Disegnatori e Incisori Italiani Moderni e Contemporanei, Luigi Patuzzi Editore, Milano, 1970.
- Marco Lorandi, Fernando Rea, Chiara Tellini Perina, Il Premio Bergamo 1939-1942: documenti, lettere, biografie, Electa, Bergamo, 1993.
- R. Pallucchini, "Ricordo di Giola Gandini", in Emporium, dicembre 1942.